# Waalse kerk (Delft)
De Waalse Kerk (ook Franse kerk of Église Wallonne genoemd) in de stad Delft, in de Nederlandse provincie Zuid-Holland, was een kloosterkerk van het voormalige Sint-Agathaklooster, dat tegenwoordig bekend staat als het Prinsenhof.
De kerk heeft een vijfzijdige koorsluiting en een slanke dakruiter. In het westelijke gedeelte onder het tongewelf bevinden zich muurstijlen met gesneden apostelbeelden. Tegen de westgevel bevindt zich een kloostergang met verdieping, waarnaast een veelhoekige traptoren met spits werd gebouwd. Ten noorden van het koor bevindt zich de sacristie met stergewelven.

## Bouwgeschiedenis
De bouwgeschiedenis gaat terug tot begin 1400. De kapel van het klooster is gebouwd tussen 1430 en 1480, waarvan het gedeelte achter het orgel, de huidige entreehal van het museum Prinsenhof, het oudste is, en dateert uit ongeveer 1425.
Dit klooster verkreeg in 1414 het recht om een eigen kapel en kerkhof te bezitten. In dat jaar is waarschijnlijk de eerste kapel gebouwd.
Door het opkomende protestantisme in de 16e eeuw, neemt het gezag van de katholieke kerk af en daalt ook het aantal kloosterzusters.
Als prins Willem van Oranje in Delft verblijft, woont hij regelmatig een kerkdienst bij. Na zijn dood wordt de kapel ter beschikking gesteld aan de Waalse Hervormde Gemeente Delft. Pierre Moreau is er in 1585 de eerste dominee. In de decennia die volgen, worden meerdere verbouwingen uitgevoerd om de kapel beter passend te maken voor protestantse erediensten. Met de komst van de grote toevloed hugenoten in het midden van de 17e eeuw is uittbreiding van de kerk noodzakelijk en worden twee kapellen bijgebouwd. Deze kapellen zijn weer afgebroken bij de restaurtie van het gehele kloostercomplex tussen 1940 en 1960. Hierdoor heeft de Waalse kerk zijn oorspronkelijke zaalkerkvorm weer teruggekregen.

## Grafstenen
In 1597 trouwde Emanuel van Portugal, zoon van de door Filips II onttroonde koningspretendent Anton I van Portugal, met prinses Emilia van Nassau, dochter van Willem van Oranje. Hun zoon Emanuel Anton van Portugal, geboren in Delft in 1600, kapitein in het leger van de Staten van Holland en overleden in 1666, werd samen met vier van zijn zusters in deze kerk begraven. Een prachtige grafsteen met de schilden van Nassau en Portugal werd tijdens de restauratie in 1950 ontdekt in het midden van de kerk.
Ook is de grafsteen gevonden van Pierre Moreau, de eerste Waalse pastoor in Delft, die in 1600 overleed.

## Orgel
Het oorspronkelijke Duyschot-orgel uit 1699 is in 1869 vervangen door een Bätz/Witte orgel door C.G.F. Witte.

## Bestemming sinds 2018
Op 10 juni 2018 hield de geloofsgemeenschap Vrijzinnig Delft haar laatste officiële dienst in de Waalse kerk. Na die datum worden haar activiteiten voortgezet in de Lutherse kerk aan het Noordeinde.
De kapel wordt vervolgens een deel van het museum Prinsenhof.
Sint-Adelbertkerk · 
Kerk van het Allerheiligst Sacrament · 
Pastoor van Arskerk · 
Bethlehemkerk · 
Sint-Corneliuskapel · 
De Deur · 
H.H. Franciscus en Clarakerk · 
Génestetkerk · 
Sint-Hippolytuskapel · 
Sint-Hippolytuskerk · 
Hofkerk · 
Immanuëlkerk · 
Levend Water · 
Lutherse kerk · 
Maranathakerk · 
Maria van Jessekerk · 
Maria en Ursulakerk · 
Marcuskerk · 
Nieuwe Kerk · 
O.L.V. Onbevlekt Ontvangen · 
Ontmoetingskerk · 
Oosterkerk · 
Oude Kerk · 
Plaats van Samenkomst · 
Sint-Stanislaskapel · 
Vierhovenkerk · 
Waalse kerk · 
Westerkerk · 
Zuiderkerk